# Aeroportul Internațional Gibraltar
Aeroportul Internațional Gibraltar (în engleză Gibraltar Airport) (IATA: GIB, ICAO: LXGB) este un aeroport din Gibraltar, Teritoriile britanice de peste mări, Regatul Unit ce deservește zona Gibraltar. Aeroportul a fost tranzitat în 2022 de 446.187 de pasageri. A fost deschis în 1939 și numit după zona deservită.
Situat la o altitudine de 4 m, aeroportul dispune de 1 pistă. Este operat de Royal Air Force.

## Infrastructură

### Piste
Aeroportul dispune de o singură pistă. Pista 09/27 are suprafața de asfalt și dimensiunile 1.778 m × 150 m. 